# Farmàcia Madroñal
La Farmàcia Madroñal, abans Sabatés, és un establiment modernista situat al carrer del Comte Borrell, 133 de Barcelona, catalogat com a de gran interès (categoria E1).

## Història
La farmàcia va ser inaugurada el 1901 per Antoni Sabatés i Lacot Sabatés Lacot, amb decoració del mestre d'obres Josep Pérez i Terraza.
El 1906 va comprar l'establiment Jesús Prat, que hi va incorporar l'homeopatia i el va convertir en el centre barceloní més acreditat en aquesta especialitat. El 1951 el negoci passà a mans de Severo Pesqueira i el 1973 fou adquirit per Montserrat Madroñal.

## Descripció
La farmàcia ocupa el local esquerre de l'edifici, i disposa de dues obertures al carrer. A l'exterior, una estructura engloba les dues obertures, amb un calaix de fusta a la llinda amb la paraula «Farmacia» amb lletres daurades sobre vidre vermell i plafons de fusta placats sobre la part superior dels brancals. En els brancals laterals, s'anuncia la venda d'específics, mentre que el central s'indica «Casa fundada en 1901». Al centre penja un fanal de forja artística amb vidres vermells.
A l'interior, es conserva quasi íntegrament la decoració modernista d'inspiració gòtica original. Al sostre enteixinat destaquen els escuts de les quatre províncies catalanes al voltant d'una copa d'higiea, símbol de la Farmàcia.
Uns armaris de fusta pintada d'inspiració neogòtica cobreixen les parets fins a un alçada considerable, rematats amb una gran cresteria. Revesteix la part superior del parament una tela pintada amb representacions de plantes medicinals amb el seu nom encintat. La porta d'accés a la rebotiga presenta dos vitralls policroms amb el retrat dels botànics Yàñez i Carbonell. Tres fanals de braços corbats amb tres tulipes blanques cadascun il·luminen la sala.